# 统一显示接口
统一显示接口（Unified Display Interface，UDI）是一個以DVI為基礎的数字视频接口规范。它主要意義在於提供与现有的HDMI和DVI接口的兼容性，同时追求更低的成本。不同於目的在高清晰度多媒体消费电子设备的HDMI（例如用于电视屏幕和DVD播放器），UDI针对计算机显示器和显卡制造商，不支持音频数据的传输。
UDI主要由英特尔和三星及其他合作伙伴支持。2007年初，英特尔开始支持类似的DisplayPort标准，并且英特尔和三星退出了UDI SIG。自2007年年初以来，没有关于UDI的公告，UDI网站也已不再运行。

## 概述
UDI提供了比起前身更高的带宽（其首个版本最高16Gbit/s，而HDMI 1.0为4.9Gbit/s）并包含一种数字版权管理机制——HDCP。连接器具有彼此间隔0.6mm间距的单排26个触点，看上去非常类似于仅具有单行四个触点的USB插头。26个触点中的其中三个没有接线，保留用于未来升级的可能性。发射与接收插头略有不同，UDI电缆非双向通用。双向通信的数据速率比单向视频下行流低很多。
2005年12月20日，UDI特别兴趣小组（UDI SIG）宣布。他们致力于制定精细的规格和推广接口。成员包括蘋果公司、英特尔、LG、英伟达、三星及Silicon Image Inc.。UDI规范于2006年7月完成。UDI与HDMI之间的差异被保持在最小，因为这两个规范都是为长期兼容性而设计。

### 英语新闻
- . DailyTech. 2006-07-03  [2006-08-15]. （原始内容存档于2006-07-13）.
- . EETimes. 2005-12-20  [2006-08-15].
- . TG Daily. 2005-12-20  [2006-08-15]. （原始内容存档于2005-12-23）.

### 中文新闻
- . 新浪科技.   [2017-01-03]. （原始内容存档于2017-01-04）.
- Rick Merritt. . 电子工程专辑. 2007年3月23日  [2017-01-03]. （原始内容存档于2017-01-04）.
- . 中关村在线. 2006年7月4日  [2017-01-03]. （原始内容存档于2017-01-04）.
- UDI 1.0a标准公布 三大数字视频接口亮相, 比特网, 2006-09-19, 来源：国际电子商情
- 先别升级！HDMI接口即将面临淘汰厄运 （页面存档备份，存于）, 2007年4月8日
- 英特尔谋划新数字视频接口UDI 搅乱DVI HDMI, eNet硅谷动力
- UDI拿什么对抗DisplayPort？英特尔欲将HDCP对准无线传输, 2006年9月6日
- 英特尔弥合数字显示接口分歧，DVI与HDMI产品可互操作 （页面存档备份，存于）, 2006年9月5日, 国际电子商情